# Мамояда
Мамояда (итал. Mamoiada) — коммуна в Италии, располагается в регионе Сардиния, подчиняется административному центру Нуоро.
Население составляет 2605 человек, плотность населения составляет 53,13 чел./км². Занимает площадь 49,03 км². Почтовый индекс — 8024. Телефонный код — 0784.
В коммуне 15 августа особо празднуется Успение Пресвятой Богородицы.
В Мамояде проводится карнавал, в котором участвуют увешанные колокольцами персонажи мамутонес.